# Zemiropsis pulchrelineata
Zemiropsis pulchrelineata is een slakkensoort uit de familie van de Babyloniidae. De wetenschappelijke naam van de soort is voor het eerst geldig gepubliceerd in 1973 door Kilburn.